# Свалявский стеклотарный завод
Свалявский стеклотарный завод — промышленное предприятие в городе Свалява Свалявского района Закарпатской области Украины.

## История
Производство стекла в селении Сольва (после 1944 года - Свалява) началось в 1870е годы, на небольшом предприятии работали 50 человек, изготавливавшие бутылки и оконное стекло. Тяжёлые условия работы вызывали недовольство рабочих. В 1890 году на предприятии началась стихийная забастовка, к стекольщикам присоединились местные крестьяне, работавшие на лесозаготовках, но это выступление было быстро подавлено.
После начала первой мировой войны хозяйственная деятельность в прифронтовой зоне оказалась дезорганизована. 19 октября 1914 года Сольву заняли русские войска, затем - австро-венгерские, и к концу войны практически все мужчины оказались мобилизованы. После распада Австро-Венгрии в конце 1918 года селение осталось на территории Венгрии. 23 марта 1919 года здесь была провозглашена власть Венгерской Советской Республики, но в конце апреля 1919 года Сольва была оккупирована чехословацкими войсками и включена в состав Чехословакии.
В 1920е годы на возобновившем работу стеклозаводе работало 35 - 40 человек, но после начала в 1929 году экономического кризиса положение предприятия осложнилось. После Мюнхенского соглашения 1938 года обстановка в стране дестабилизировалась, 14 марта 1939 года была провозглашена независимость Словакии, и в этот же день венгерские войска перешли в наступление в Закарпатье. В результате, Сольва оказалась в составе Венгрии.
В связи с приближением линии фронта в октябре 1944 года, немецкие и венгерские войска предприняли попытку вывезти из Сольвы имевшее ценность имущество и заминировали все промышленные предприятия. 25 октября 1944 года селение заняли части 351-й стрелковой дивизии РККА.
30 декабря 1944 года в Сольве был избран сельский Народный комитет, в 1945 году селение вошло в состав СССР. После окончания Великой Отечественной войны стеклозавод был восстановлен и возобновил работу как Свалявский стеклотарный завод.
В 1966 году в Сваляве был введен в строй новый стеклотарный завод производственной мощностью 30 млн. бутылок в год.
В целом, в советское время завод входил в число ведущих предприятий города под руководством директора Лизанца Иван Ивановича который руководил заводом..
Лизанец Иван Иванович 16.08.1929 30.06.2011 руководил Свалявским стекло тарным заводом вплоть до его выхода на пенсию.  Иван Иванович входил в число ведущих предприятий Свалявы.  Стеклотарнвй завод был прибыльным и обеспечивал работой жителей Свалявы. С уходом директора Лизанця завод превратился  из процветающего предприятия в убыточное и в скором времени обанкротился и превратился в руину. 
После провозглашения независимости Украины государственное предприятие было преобразовано в открытое акционерное общество. В мае 1995 года Кабинет министров Украины утвердил решение о приватизации стеклозавода.
В феврале 2005 года хозяйственный суд Закарпатской области возбудил дело о банкротстве Свалявского стеклотарного завода. 7 июня 2006 года завод был признан банкротом и в дальнейшем прекратил существование.

## Деятельность
Завод производил стеклотару (бутылки ёмкостью 0,5 л; 0,7 л и 1 литр для виноградных вин, плодово-ягодных вин и минеральной воды).